# Аверме
Аверме (фр. Avermes) насеље је и општина у централној Француској у региону Оверња, у департману Алије која припада префектури Мулен.
По подацима из 2011. године у општини је живело 3.794 становника, а густина насељености је износила 243,21 становника/km². Општина се простире на површини од 15,6 km². Налази се на средњој надморској висини од 220 метара (максималној 262 m, а минималној 199 m).

## Демографија
| 1962. | 1968. | 1975. | 1982. | 1990. | 1999. | 2011. |
| ----- | ----- | ----- | ----- | ----- | ----- | ----- |
| 1.311 | 2.007 | 2.780 | 3.286 | 3.892 | 3.966 | 3.794 |

График промене броја становника у току последњих година